# Graziano Cesari
Graziano Cesari (Parma, 23 december 1956) is een voormalig voetbalscheidsrechter uit Italië. Hij was twaalf jaar actief in de Serie A en Serie B, en leidde daarnaast internationale wedstrijden. Cesari maakte zijn debuut in de hoogste Italiaanse afdeling op 16 december 1990 in de wedstrijd Juventus–Cagliari (2-2).